# Hugues III de Broyes
Hugues III de Broyes, (vers 1125 - 1199), seigneur de Broyes, seigneur de Châteauvillain et seigneur d'Arc. Il est le fils de Simon Ier, seigneur de Broyes, († 1132) et de Félicité de Brienne († 1178), fille d'Érard Ier, comte de Brienne.

## Biographie
Hugues III de Broyes participe à la Deuxième Croisade. Avant ce départ en 1147 il faisait, comme son père, des donations à l'Abbaye Notre-Dame-d'Andecy, l'étang et le moulin à Chevergny. Il renouvelait ce geste, de concert avec Jean de Pleurs d'un droit d'usage de la forêt de Montmort, en 1154 puis un terrage entre Champaubert et Bannay vers 1160.
Il faisait aussi élever des châteaux à Baye et Châteauvillain vers 1160. En 1189 un conflit envers son suzerain Henri II de Champagne laissait son château de Broyes en ruines.

## Union
Il épouse avant le 22 octobre 1144 Stéphanie de Bar, (vers 1125 - avant 1178), dame de Commercy, fille de Renaud Ier, comte de Bar.
Quatre enfants du premier mariage :
- Simon II, seigneur de Broyes et de Commercy (1145 † 1202/08) ;
- Emeline ;
- Sophie ;
- Agnès, (1160 - 1221), dite aussi "Agnès de Neufchâteau", elle épouse en premières noces Simon de Brixey, (vers 1125 - 1190), seigneur de Bourlémont, puis en secondes noces vers 1180 Henri de Fouvent, (? - avant 1229), seigneur de Fouvent, de Fontain et de Champlitte.

Il épouse en secondes noces en 1178 Isabeau de Dreux, dame de Baudement (1160 † 1239), fille de Robert Ier de Dreux et d'Agnès de Baudement.
Deux enfants du deuxième mariage :
- Emmeline, (? - 1248/49), elle épouse en premières noces vers 1202 Eudes II de Champlitte, (? - Constantinople avant le 16 mai 1204), puis en secondes noces en 1205 Érard II de Chacenay, (? - 16 juin 1236) ;
- Simon Ier de Châteauvillain, "le Jeune", (? - 1259/60), seigneur de Châteauvillain.

## Sources
- Médiéval Généalogie : Seigneurs de Broyes .
- Geneall, Hugues III, seigneur de Broyes .
- Fabpedigree, Hugues III de Broyes .
- Roglo, Hugues de Broyes .